# Alice FitzAlan (1350-1416)
Pour les articles homonymes, voir Alice FitzAlan.
Titre
Comtesse de Kent
1381 – 1397
(16 ans)
Alice FitzAlan, comtesse de Kent (1350  - 17 mars 1416), est une aristocrate anglaise, fille du 3e comte d'Arundel et épouse du 2e comte de Kent, le demi-frère du roi Richard II. Par sa petite-fille Anne Mortimer, elle est l'ancêtre des rois Édouard IV et Richard III, ainsi que du roi  Henri VII et de la Maison Tudor par sa fille Marguerite Holland. Elle est également la grand-mère maternelle de la reine d'Écosse Jeanne Beaufort.

## Famille
Lady Alice FitzAlan est née vers 1350 au château d'Arundel dans le Sussex, en Angleterre, deuxième fille du 3e comte d'Arundel et d'Éléonore de Lancastre. Elle avait six frères et sœurs dont Richard FitzAlan, 4e comte d'Arundel, et Thomas Arundel, archevêque de Canterbury. Elle avait également trois demi-frères et sœurs des précédents mariages de ses parents.
Ses grands-parents paternels étaient le 2e comte d'Arundel et Alice de Warenne, et ses grands-parents maternels étaient Henri de Lancastre et Maud Chaworth.

## Mariage et descendance
En 1354, à l'âge de quatre ans, Alice fut fiancée à la pupille de son père, Edmond Mortimer, qui en 1360 deviendra le 3e comte de March. Le mariage n'a cependant pas eu lieu et Alice épousa à la place le 10 avril 1364, le 2e comte de Kent, l'un des demi-frères du futur roi Richard II par le premier mariage de sa mère Jeanne de Kent avec Thomas Holland. Elle reçoit de son père une dot de 4000 marks. À partir de son mariage, elle est appelée Lady Holland. Elle ne devient comtesse de Kent qu'en 1381, lorsque son mari succède à son père.
Lord Holland est nommé capitaine des forces anglaises en Aquitaine en 1366, et en 1375, il est fait chevalier de la jarretière. Deux ans plus tard, en 1377, son demi-frère Richard accède au trône d'Angleterre. Le mari d'Alice devient l'un des principaux conseillers du jeune roi et exerce une forte influence sur son frère, ce qui conduit à l'enrichissement du couple. Alice est nommée Dame de la jarretière en 1388.
Ensemble, Thomas et Alice ont dix enfants :
- Thomas Holland, 1er duc de Surrey (1372-7 janvier 1400), épouse Joan Stafford, mais le mariage fut sans enfant.
- Aliénor Holland (1373-octobre 1405), épouse d'abord Roger Mortimer, 4e comte de March, par qui elle avait des enfants, dont Anne Mortimer et Edmond Mortimer, 5e comte de March ; elle épousa ensuite Edward Charleton, 5e baron Cherleton, par qui elle eut deux filles.
- John Holland (mort jeune)
- Richard Holland (mort jeune)
- Élisabeth Holland (décédée le 4 janvier 1423), épouse John Neville.
- Jeanne Holland (1380-12 avril 1434), épouse d'abord le duc d'York Edmond de Langley ; épouse ensuite William de Willoughby, le 5e Lord Willoughby de Eresby ; épouse en troisième noces Henry Scrope, 3e baron Scrope de Masham, et épouse enfin Henry Bromflete, 1er Lord Vessy. Tous ses mariages restèrent sans enfant.
- Edmond Holland (6 janvier 1384 - 15 septembre 1408), épouse Lucia Visconti (1372-14 avril 1424), mais le mariage est sans enfant. Il a une fille illégitime, Éléonore Holland (née en 1406), avec sa maîtresse Constance d'York[4].
- Marguerite Holland (1385-30 décembre 1439), épouse d'abord Jean Beaufort, 1er comte de Somerset, avec qui elle eut Jean Beaufort, 1er duc de Somerset et Jeanne Beaufort, reine d'Écosse ; elle épouse ensuite Thomas de Lancastre, 1er duc de Clarence.
- Éléonore Holland (1386- après 1413), épouse le comte de Salisbury Thomas Montaigu, par qui elle eut une fille, Alice Montagu.
- Bridget Holland (décédée avant 1416), religieuse à l'abbaye de Barking.

## Mort
Le mari d'Alice décède le 25 avril 1397. En 1399, le roi Richard est destitué et le trône est usurpé par Henri IV, gendre de sa sœur aînée, Jeanne. En janvier 1400, son fils aîné, Thomas, qui avait succédé à son père comme 3e comte de Kent, est capturé à Cirencester et décapité sans procès par une foule de citoyens en colère en raison de sa participation au Soulèvement de l'Épiphanie. Les rebelles avaient espéré assassiner le roi Henri, et remettre immédiatement le roi Richard sur le trône. Moins de trois ans plus tôt, son frère, Richard Fitzalan, 4e comte d'Arundel avait été exécuté pour son opposition au roi Richard.
Alice meurt le 17 mars 1416 à l'âge de soixante-six ans.